# Escissió

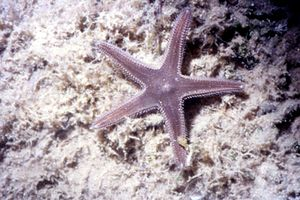
L'estrella de mar Astropecten spinulosus és un exemple de reproducció per fragmentació

La fragmentació o escissió és un sistema de reproducció no sexual mitjançant el qual un individu es divideix en dos o més trossos, cadascun dels quals és capaç de reconstruir de nou un individu. És un procés força comú en plantes on es produeix per estolons, bulbs i tubercles, i inclús s'utilitza en jardineria per a la formació d'esqueixos. En animals és present en diversos grups d'invertebrats i inclús es produeix en ocasions excepcionals en mamífers.
Algunes vegades, aquest procés de reconstrucció s'efectua després de produir-se l'escissió (arquitomia) encara que el freqüent és que es realitzi abans de dividir-se (paratomia). En el primer cas, la fragmentació pot deure's a un accident fortuït, mentre que en el segon cas es realitza de forma espontània.
Són exemples d'arquitomia la fragmentació dels estrelles de mar i estrelles de mar amb potes de sis o més braços, que escindits en sentit longitudinal són capaços de regenerar cadascuna de les parts incompletes i fins i tot arribar a regenerar tot l'organisme a partir d'un sol braç. En altres ocasions l'arquitomia es realitza en sentit transversal, és a dir, perpendicularment a l'eix del cos, com succeeix en el cuc de terra i en els turbel·laris, que poden dividir transversalment el seu cos en diversos trossos, cadascun dels quals regenera un individu complet.
Un exemple de paratomia és la que realitzen certs cucs poliquets marins que modifiquen els segments posteriors del seu cos de manera que aquests segments es transformen en individus fills anomenats «zooides», els quals queden units en cadena. Un tipus especial de fragmentació és la poliembrionia, fenomen que consisteix que els embrions, durant les primeres fases del seu desenvolupament, es divideixen en diverses porcions, cadascuna de les quals origina un individu complet. Es dona en insectes i fins i tot certs mamífers com l'armadillo que sempre pareixen diversos fills, tots ells bessons. En l'espècie humana s'originen d'aquesta forma els denominats bessons univitel·lins, que per aquest motiu són idèntics genèticament.